# Букса Наталія Ігорівна
Ната́лія Ігорівна Букса (нар. 6 листопада 1996, Львів) — українська шахістка, міжнародний майстер (2018), заслужений майстер спорту України (2023).
 Чемпіонка світу серед юніорок 2015 року, срібна призерка чемпіонату Європи із шахів серед жінок 2024 року, дворазова чемпіонка України 2018 та 2020 років. 
 У складі жіночої збірної України — переможниця шахової олімпіади 2022 року.
Її рейтинг станом на січень 2025 року — 2400 (45-те місце у світі, 5-те — серед шахісток України).
Тренери: Володимир Грабінський, Юрій Привалов.
Батько має шаховий розряд, приохотив і дочку. Для вирівнювання сидіння за шаховою дошкою займається у спортзалі. Закінчила Львівський національний університет імені Івана Франка.

## Особисте життя
Наталія Букса одружена з азербайджанським шахістом Рауфом Мамедовим.

## Спортивні досягнення
- 2004 рік — віце-чемпіонка України серед дівчат до 8 років.
- 2006 рік — чемпіонка України серед дівчат до 10 років.
- 2010 рік — віце-чемпіонка України серед дівчат до 14 років.
- 2012 рік — бронзова призерка чемпіонату України серед дівчат до 16 років.
- червень 2014 року — віце-чемпіонка України серед жінок з бліцу.
- січень 2015 року — чемпіонка України серед дівчат до 20 років.
- березень 2015 року — 2 місце в чоловічому міжнародному майстерському турнірі «Lviv Tradition».[1]
- червень 2015 року — віце-чемпіонка України з бліцу серед жінок.
- вересень 2015 року — чемпіонка світу серед дівчат до 20 років (Ханти-Мансійськ).[2][3][4]
- грудень 2015 року — 75-й чемпіонат України серед жінок (Львів) — 4 місце[5]
- грудень 2016 року — 76-й чемпіонат України серед жінок (Рівне) — 2 місце[6][7]
- червень 2017 року — 5 місце на командному Чемпіонаті Світу серед жінок в складі жіночої збірної України з шахів
- листопад 2017 року — 4 місце в чоловічому коловому гросмейстерському турнірі, виконання першої норми ММ[8]
- липень 2018 року — друге місце серед жінок на Меморіалі Найдорфа (Польща, Варшава), виконання другої норми міжнародного майстра серед чоловіків.
- серпень 2018 року — друге місце на 1 шахівниці серед жінок в клубному чемпіонаті Туреччини, де її випередила лише екс-чемпіонка світу Марія Музичук, виконання третьої норми міжнародного майстра серед чоловіків.
- грудень 2018 року — 78-й чемпіонат України серед жінок (Київ) —  місце
- грудень 2020 року — 80-й чемпіонат України серед жінок (Херсон) —  місце
- серпень 2021 року — 4 місце на індивідуальному чемпіонаті Європи серед жінок[9].
- вересень 2021 року — 3 місце на командному чемпіонаті Світу в складі збірної України, а також срібна медаль Чемпіонату Світу в індивідуальному заліку.
- серпень 2022 року — 1 місце на 44 Всесвітній шаховій Олімпіаді в складі збірної України.
- квітень 2024 року — 2 місце на індивідуальному чемпіонаті Європи серед жінок[10].

## Результати виступів у чемпіонатах України

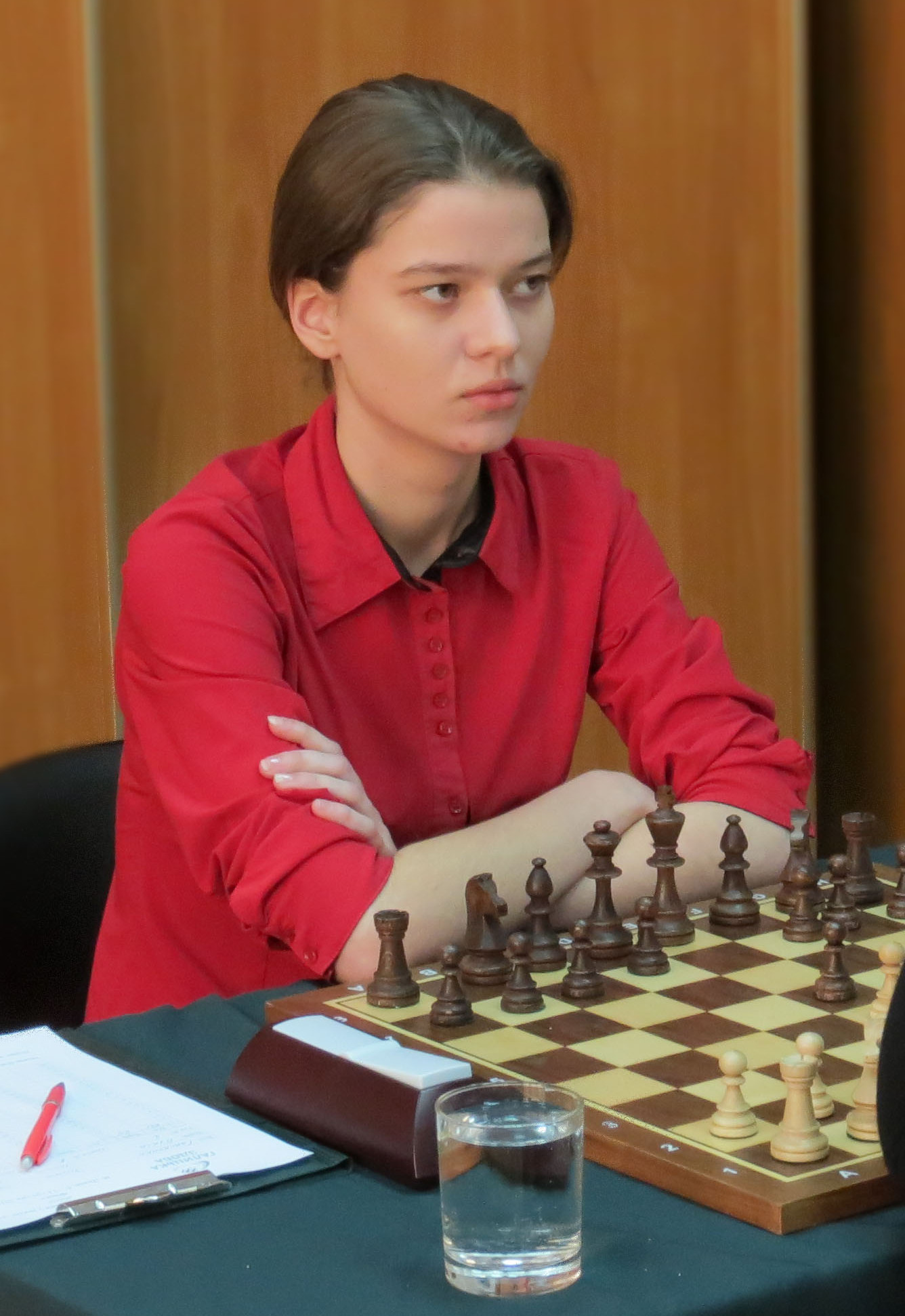
чемпіонат України 2015

Наталія Букса зіграла у 5-ти фінальних турнірах чемпіонатів України серед жінок, набравши загалом 29½ очки з 45 можливих (+23-9=13).
| Рік  | Місто   | Турнір                 | + | − | = | Результат | Місце  |
| ---- | ------- | ---------------------- | - | - | - | --------- | ------ |
| 2015 | Львів   | 75-й чемпіонат України | 3 | 2 | 4 | 5 з 9     | 4      |
| 2016 | Рівне   | 76-й чемпіонат України | 5 | 2 | 2 | 6 з 9     | Silver |
| 2017 | Житомир | 77-й чемпіонат України | 3 | 4 | 2 | 4 з 9     | 7      |
| 2018 | Київ    | 78-й чемпіонат України | 5 | 0 | 4 | 7 з 9     | Gold   |
| 2020 | Херсон  | 80-й чемпіонат України | 7 | 1 | 1 | 7½ з 9    | Gold   |

## Результати виступів у складі збірної України
Наталя Букса за період 2017—2024 рр. зіграла за жіночу збірну України у 7-ми турнірах. У її активі золото шахової олімпіади 2022 року та три індивідуальні нагороди (одна срібна та дві бронзові).
Загалом у складі збірної України Букса зіграла 54 партії, у яких набрала 35½ очка (+25=21-8), що становить 65,7 % від числа можливих очок.
| Рік  | Турнір           | Місто           | Збірна  | Шахів- ниця | Рейтинг | + | = | − | Результат | % очок | Турнірний рейтинг | Командне місце | Особисте місце |
| ---- | ---------------- | --------------- | ------- | ----------- | ------- | - | - | - | --------- | ------ | ----------------- | -------------- | -------------- |
| 2017 | чемпіонат світу  | Ханти-Мансійськ | Україна | резерв      | 2344    | 3 | 1 | 2 | 3½ з 6    | 58,3   | 2301              | 5              | Bronze         |
| 2019 | чемпіонат світу  | Астана          | Україна | резерв      | 2416    | 1 | 4 | 0 | 3 з 5     | 60,0   | 2244              | 4              |                |
|      | чемпіонат Європи | Батумі          | Україна | 3           | 2410    | 2 | 5 | 1 | 4½ з 8    | 56,3   | 2383              | 4              | 8              |
| 2021 | чемпіонат Європи | Чатеж-об-Саві   | Україна | 3           | 2410    | 3 | 3 | 2 | 4½ з 8    | 56,3   | 2411              | 4              | Bronze         |
| 2022 | шахова олімпіада | Ченнай          | Україна | 4           | 2401    | 5 | 4 | 1 | 7 з 10    | 83,3   | 2406              | Gold           | 4              |
| 2023 | чемпіонат Європи | Будва           | Україна | 2           | 2377    | 5 | 2 | 1 | 6 з 8     | 75,0   | 2487              | 4              | Silver         |
| 2024 | шахова олімпіада | Будапешт        | Україна | 3           | 2387    | 6 | 2 | 1 | 7 з 9     | 77,8   | 2471              | 8              | 5              |